# Ioannis Tamouridis
Ioannis Tamouridis (Grieks: Γιάννης Ταμουρίδης) (Thessaloniki, 3 juni 1980) is een Grieks voormalig baan- en wegwielrenner.

## Carrière
Ioannis Tamouridis werd in 1997 Grieks kampioen op de baan op het onderdeel puntenkoers en achtervolging. De titel op de puntenkoers verdedigde hij het jaar daarna. In de eliteklasse werd Tamouridis sinds 1999 meervoudig nationaal kampioen op de achtervolging, de puntenkoers en scratch. Bij het Europees Kampioenschap Baanwielrennen onder 23 won hij in 2002 de zilveren medaille op de puntenkoers. Bij het Wereldkampioenschap Baanwielrennen won hij in 2005 wederom zilver op dit onderdeel en brons op scratch.
Op de weg werd Tamouridis in 1997 en 1998 ondertussen Grieks kampioen bij de junioren bij de tijdrit en de wegwedstrijd. Ook in de klasse onder 23 werd hij nog meerdere malen nationaal kampioen. In 2002 won hij de proloog van de Ronde van Griekenland. Ook boekte hij overwinningen in de Ronde van Kreta.
In 2013 maakt hij zijn debuut in het profpeloton bij de Spaanse ploeg Euskaltel-Euskadi. Tijdens dat daar was hij de eerste Griekse renner die startte in Milaan-San Remo, de Ronde van Vlaanderen en Parijs-Roubaix. Ook was hij de eerste Griek die in een Grote Ronde startte; in de Ronde van Italië werd hij 152e. Een negende plaats in Parijs-Tours betekende zijn laatste wedstrijd voor Euskaltel. De ploeg hield op te bestaan en Tamouridis keerde terug bij zijn oude ploeg SP Tableware.
In de wegwedstrijd op de Olympische Spelen in Rio de Janeiro eindigde Tamouridis op plek 51, op twintig minuten van winnaar Greg Van Avermaet.

## Palmares
1997
Grieks kampioen baanwielrennen, Achtervolging, Junioren
Grieks kampioen baanwielrennen, Puntenkoers, Junioren
Grieks kampioen tijdrijden, Junioren
Grieks kampioen op de weg, Junioren
Grieks kampioen mountainbike, Crosscountry, Junioren
1998
Grieks kampioen baanwielrennen, Achtervolging, Junioren
Grieks kampioen tijdrijden, Junioren
Grieks kampioen op de weg, Junioren
 Kampioen van de Balkan, op de weg, Junioren
 Kampioen van de Balkan, tijdrijden, Junioren
 Open kampioenschappen van de Balkan, baanwielrennen, Achtervolging, Junioren
 Open kampioenschappen van de Balkan, baanwielrennen, Ploegenachtervolging, Junioren
 Open kampioenschappen van de Balkan, baanwielrennen, Puntenkoers, Junioren
1999
 Open kampioenschappen van de Balkan, baanwielrennen, Ploegenachtervolging, Elite/Beloften (met Vasileios Anastopoulos, Panagiotis Lekkas, Elpidoforos Potouridis)
2000
 Grieks kampioenschap wielrennen op de weg, Elite
Grieks kampioen tijdrijden, Elite
2001
 Grieks kampioenschap wielrennen op de weg, Beloften
Grieks kampioen tijdrijden, Beloften
2002
 Europees kampioenschap baanwielrenne, Puntenkoers, Beloften
Proloog Ronde van Griekenland
Grieks kampioen tijdrijden, Beloften
Grieks kampioen wielrennen op de weg, Beloften
2003
Grieks kampioen tijdrijden, Elite
2005
Grieks kampioen baanwielrennen, Puntenkoers, Elite
 Wereldkampioenschap baanwielrennen, Puntenkoers, Elite
Grieks kampioen baanwielrennen, Achtervolging, Elite
Grieks kampioen tijdrijden, Elite
 Grieks kampioenschap wielrennen op de weg, Elite
2006
Grieks kampioen baanwielrennen, Achtervolging, Elite
 Wereldkampioenschap baanwielrennen, Scratch, Elite
Grieks kampioen baanwielrennen, Puntenkoers, Elite
Grieks kampioen baanwielrennen, Scratch, Elite
1e, 3e en 4e etappe Memorial Battle of Crete
Grieks kampioen wielrennen op de weg, Militairen
Grieks kampioen wielrennen op de weg, Elite
2007
Grieks kampioen baanwielrennen, Scratch, Elite
Grieks kampioen baanwielrennen, Achtervolging, Elite
Grieks kampioen baanwielrennen, Puntenkoers, Elite
Deel b Memorial Battle of Crete
Grieks kampioen wielrennen op de weg, Militairen
 Open kampioenschappen van de Balkan, baanwielrennen, Scratch, Elite/Beloften
 Open kampioenschappen van de Balkan, baanwielrennen, Puntenkoers, Elite/Beloften
2009
 Grieks kampioenschap baanwielrennen, Achtervolging, Elite
Grieks kampioen wielrennen op de weg, Militairen
Proloog Ronde van Roemenië
Grieks kampioen tijdrijden, Elite
 Middellandse Zeespelen, tijdrijden
2010
1e, 2e etappe en eindklassement Ronde van de Lakoniaregio, Elite/Beloften
Grieks kampioen tijdrijden, Elite
Grieks kampioen wielrennen op de weg, Elite
2011
3e etappe Jelajah Malaysia
2e etappe (deel a) Ronde van Griekenland
2e etappe Memorial Battle of Crete
2e etappe Ronde van Roemenië
Grieks kampioen wielrennen op de weg, Militairen
Grieks kampioen tijdrijden, Elite
Grieks kampioen wielrennen op de weg, Elite
1e etappe Ronde van Szeklerland, Elite/Beloften
Grieks kampioen baanwielrennen, Omnium, Elite
Grieks kampioen baanwielrennen, Puntenkoers, Elite
2012
Circuit d'Alger
1e etappe en eindklassement Sacrifice Race, Elite/Beloften
1e, 7e en 9e etappe Ronde van Roemenië
Grieks kampioen tijdrijden, Elite
Grieks kampioen wielrennen op de weg, Militairen
4e etappe (deel b) Ronde van Szeklerland, Elite/Beloften (met Andrei Nechita)
Grieks kampioen baanwielrennen, Scratch, Elite
Grieks kampioen baanwielrennen, Achtervolging, Elite
Grieks kampioen baanwielrennen, Puntenkoers, Elite
2013
Grieks kampioen tijdrijden, Elite
Grieks kampioen wielrennen op de weg, Elite
2014
4e etappe Ronde van Taiwan
2015
Grieks kampioen tijdrijden, Elite
2016
Grieks kampioen tijdrijden, Elite
Grieks kampioen wielrennen op de weg, Elite

## Resultaten in voornaamste wedstrijden
| Jaar | Ronde van Italië | Ronde van Frankrijk | Ronde van Spanje |
| ---- | ---------------- | ------------------- | ---------------- |
| 2011 |                  |                     |                  |
| 2012 |                  |                     |                  |
| 2013 | 152e             |                     |                  |
| 2014 |                  |                     |                  |
| 2015 |                  |                     |                  |
| 2016 |                  |                     |                  |

| Jaar | Milaan-San Remo | Gent-Wevelgem | Ronde van Vlaanderen | Parijs-Roubaix | Parijs-Tours |  | WK op de weg |
| ---- | --------------- | ------------- | -------------------- | -------------- | ------------ |  | ------------ |
| 2011 |                 |               |                      |                |              |  | 125e         |
| 2012 |                 |               |                      |                |              |  |              |
| 2013 | 88e             | opgave        | opgave               | 60e            | 9e           |  | opgave       |
| 2014 |                 |               |                      |                |              |  |              |
| 2015 |                 |               |                      |                |              |  |              |
| 2016 |                 |               |                      |                |              |  | opgave       |

Aberasturi ·
Antón ·
Astarloza ·
Azanza ·
Bilbao ·
Bravo ·
Chaoufi (tot 12/08) ·
García ·
G. Izagirre ·
J. Izagirre ·
Kocjan ·
Landa ·
Lobato ·
Martínez ·
Mestre ·
Mínguez ·
Nieve ·
Oroz ·
Pérez ·
Radochla ·
Sáez de Arregui ·
Sánchez ·
Schulze ·
Serebrjakov (tot 06/04) ·
Sicard ·
Tamouridis ·
Txurruka ·
Urtasun ·
Verdugo ·
Vrečer
Asanov · Averin · Jabrayilov · Eibegger · Ilyasov · Isgenderov · İsmayılov · Əlizadə · Asadov · Mugerli · Pliușchin · Soeroetkovytsj · Tamouridis · van Winden
Asanov · Averin · Cəbrayılov · İlyasov · Əlizadə · Əsədov · Kvasina · Qəhrəmanlı · Məmmədov · Mugerli · Pozdnijakov · Rumac · Soeroetkovytsj · Tamouridis